# Patrulha do Samba
Patrulha do Samba é um grupo de pagode baiano.
"Rala no Pezinho" e "Treme Treme" foram as músicas de mais sucesso do grupo.

## Carreira
A banda surgiu no bairro do Retiro, em Salvador, capital do estado da Bahia. A formação clássica era formada pelo vocalista e compositor Ericson e os dançarinos Cladson Perez, irmão de Carla Perez, Gal e Rúbia.
Em 1999, o álbum Swing de Rua alcançou a marca de 700 mil cópias vendidas. Na época, a banda se apresentou em diversos estados brasileiros e em países como EUA, Canadá e África do Sul.
Em julho de 2000, as dançarinas do grupo Gal e Rúbia foram capa da revista Sexy.
Em 2013 a banda retornou com nova formação, com o cantor Lupão e quatro novas dançarinas: Alynne Silveira, Cally Mell, Thaise Sorrisinho e Juh Silva.
Em 2022, o grupo gravou um DVD comemorativo aos 25 anos de carreira, no Pelourinho, em Salvador, com a participação especial de É o Tchan, Molejo, e dos cantores Thiago Martins e Tatau. O show reuniu mais de 10 mil pessoas. O primeiro single lançado foi "Sentadinha".

## Integrantes
Estes são/foram integrantes do grupo:
- Lupão: Voz[10]

### Ex-integrantes
- Ericson: Vocalista[2]
- Cladson Perez: Dançarino[2]
- Gal Rios: Dançarina[7]
- Rúbia Novaes: Dançarina[7]
- Edson Leão: Saxofone
- Nilsinho Leão: Baixo
- Alynne Silveira: Dançarina[8]
- Cally Mell: Dançarina[8]
- Thaise Sorrisinho: Dançarina[8]
- Juh Silva: Dançarina[8]

## Discografia
- Sensação (1996)
- Sensualidade (1997)
- Swing de Rua Ao vivo (1999)
- Na área Ao vivo (2000)
- Pra Rebolar (2001)
- Não é brincadeira (2002)
- Tudo de melhor ao vivo (2003)
- Patrulha do Samba (2016)
- Ao Vivo em Salvador (2017)
- Ao Vivo em Salvador II (2018)
- EP - Uma nova história (2019)
- Ao Vivo em Caravelas BA (2019)
- Ao Vivo em Itacaré no Carnaval (2020)